# Holcocera cylindrota
Holcocera cylindrota é uma espécie de mariposa do gênero Holcocera pertencente à família Coleophoridae.